# Stefan Schröder
Stefan Schröder, nemški rokometaš, * 17. julij 1981, Schwerin.
Leta 2010 je na evropskem rokometnem prvenstvu s nemško reprezentanco osvojil 10. mesto.